# Chenhe (köpinghuvudort i Kina, Hubei Sheng, lat 30,86, long 113,47)
Chenhe (kinesiska: 陈河, 陈河镇) är en köpinghuvudort i Kina. Den ligger i provinsen Hubei, i den centrala delen av landet, omkring 83 kilometer väster om provinshuvudstaden Wuhan. Antalet invånare är 43 200. Befolkningen består av 20 431 kvinnor och 22 769 män. Barn under 15 år utgör 13,0 %, vuxna 15-64 år 76 %, och äldre över 65 år 10,0 %.
Runt Chenhe är det tätbefolkat, med 636 invånare per kvadratkilometer. Närmaste större samhälle är Chengzhong, 12,1 km nordost om Chenhe. Trakten runt Chenhe består till största delen av jordbruksmark.
Genomsnittlig årsnederbörd är 1 441 millimeter. Den regnigaste månaden är juli, med i genomsnitt 203 mm nederbörd, och den torraste är december, med 19 mm nederbörd.